# Grande Église Saint-Laurent de Alkmaar
Pour les articles homonymes, voir Église Saint-Laurent.
La Grande Église Saint-Laurent, aussi appelée Grande Église de Alkmaar (en néerlandais : Grote Sint-Laurenskerk ou Grote Kerk Alkmaar) est une église gothique de la fin du XVe siècle située dans la ville de Alkmaar aux Pays-Bas. L'église est dédiée à Saint Laurent.

## Histoire
L'église est construite par l'architecte Anthony Keldermans dans le style gothique brabançon pour répondre à la croissance et à l'évolution de la ville au XVe siècle. C'est la plus grande église médiévale de la ville d'Alkmaar, et elle témoigne de la richesse culturelle et commerciale de la cité. De forme massive et élevée, elle est depuis souvent dénommée La Grande église de Alkmaar.
Keldermans s'inspire comme son père de l'architecture gothique française, y apportant une marque typiquement flamande parfois appelée style Keldermans.

## Architecture

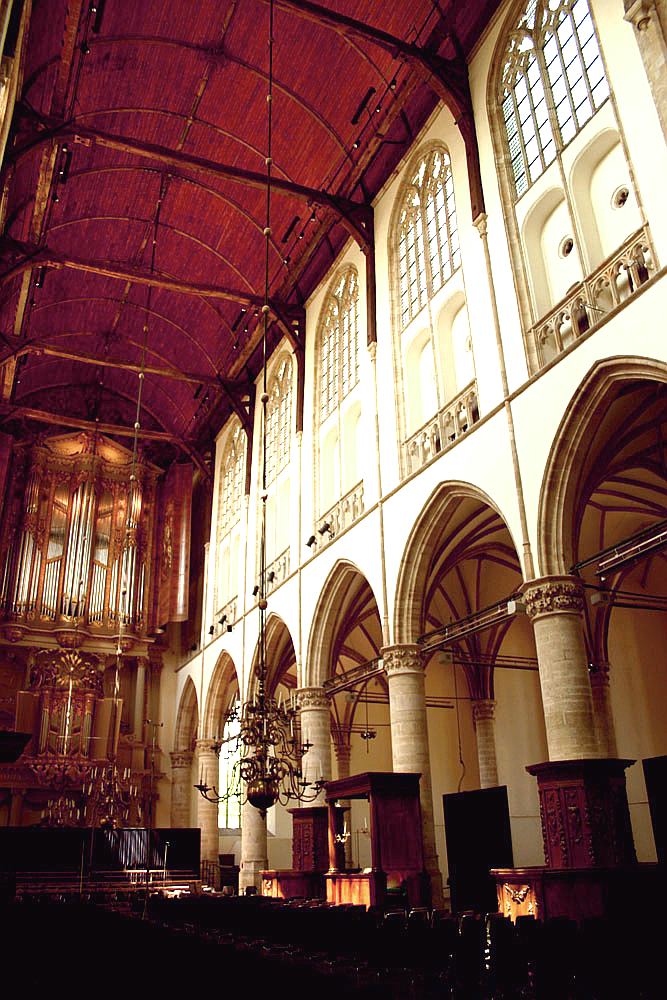

### Les architectes
Aux XVe et XVIe siècles, la famille Keldermans est une famille d'architectes, maîtres de carrière, peintres-verriers et sculpteurs du Brabant.
Le fondateur, l'architecte flamand Jean II Keldermans acquiert avec ses enfants et ses descendants une renommée certaine pour ses réalisations de style gothique brabançon.
Son fils, Andries I Keldermans (1400 - 1488) est un bâtisseur et tailleur de pierre, architecte de la cour et architecte de la ville de Malines. C'est lui qui en 1470 conçoit les plans de l'église Saint-Laurent, mais c'est son fils Anthonis I Keldermans (1440-1512), dit Le Vieux, qui s'occupera de la construction complète.

### Structure
La structure principale est composée d'un bâtiment d'une hauteur de 35 mètres et de 85 mètres de long.
Les fondations s'étendent sur une profondeur de trois mètres.
Les récentes restaurations de l'intérieur et l'extérieur se sont achevées en 1996.

## Collection d'art

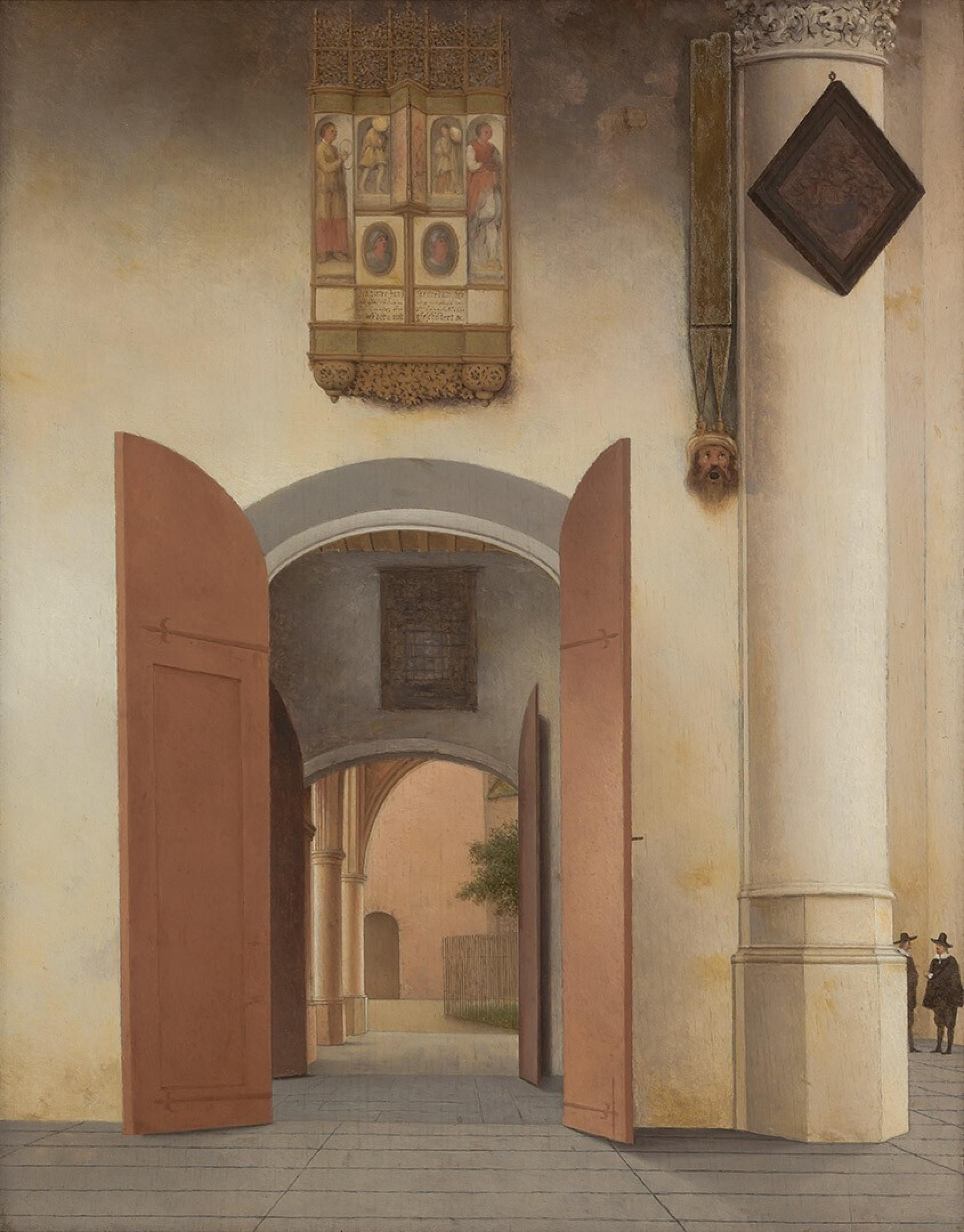
Œuvre de Pieter Saenredam

Saint-Laurent possédait autrefois un retable exécuté par Maarten van Heemskerck. L'original a été vendu à la cathédrale de Linköping en Suède, et remplacé par une copie.
Le baptistère (1605), la chaire (1665), et la sacristie sont richement ornés, et les plafonds de bois sont peints aux armes de Hollande, Charles Quint, Alkmaar et Delft.
L'église possède son reliquaire, le Reliquaire du Saint-Sang d'Alkmaar.
Saint-Laurent abrite par ailleurs une précieuse collection de peinture d'art sacré, dont une représentation du Jugement Dernier non signée et datée de 1518, caractéristique de l'art sacré flamand.
L'église contenait autrefois les œuvres du Maître d'Alkmaar, peintre néerlandais actif à Alkmaar au début du XVIe siècle, désigné ainsi par les historiens de l'art d'après une suite de sept panneaux : les Œuvres de miséricorde, provenant de Saint-Laurent d'Alkmaar et aujourd'hui conservés au Rijksmuseum d'Amsterdam.

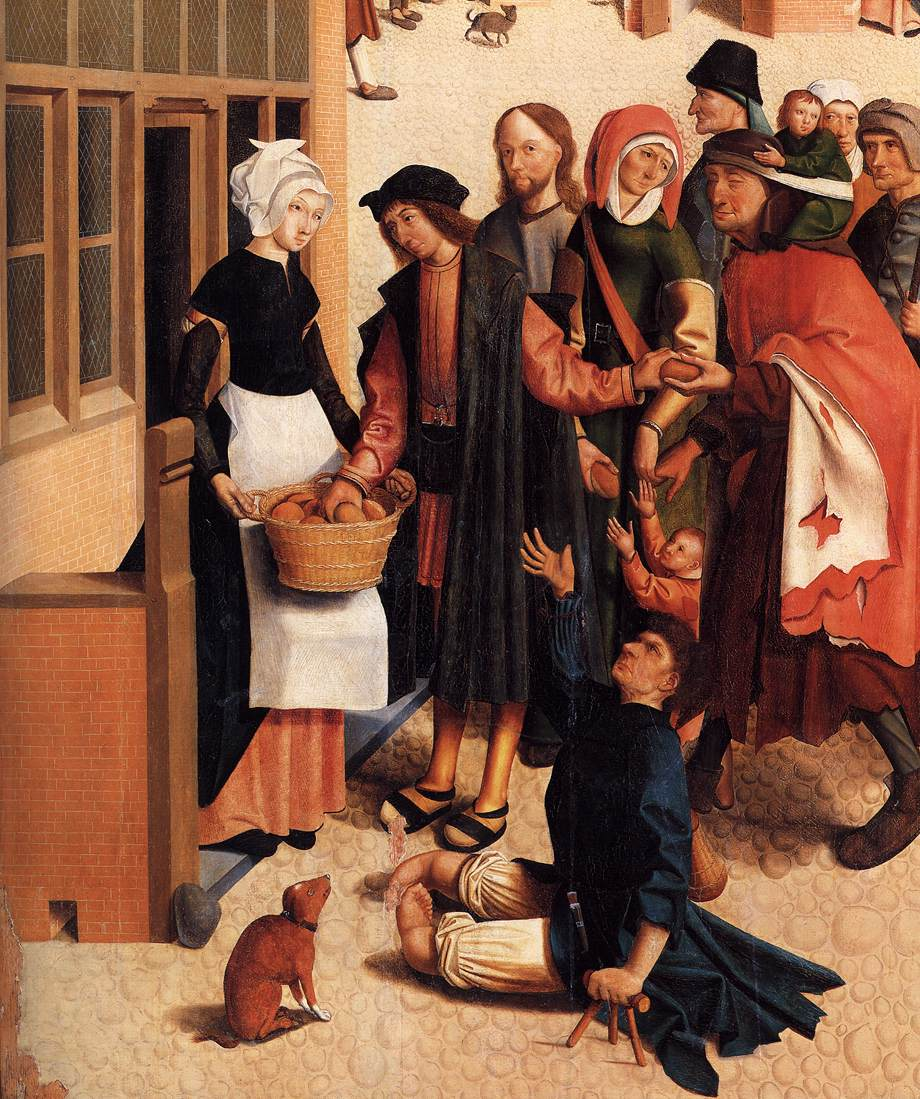
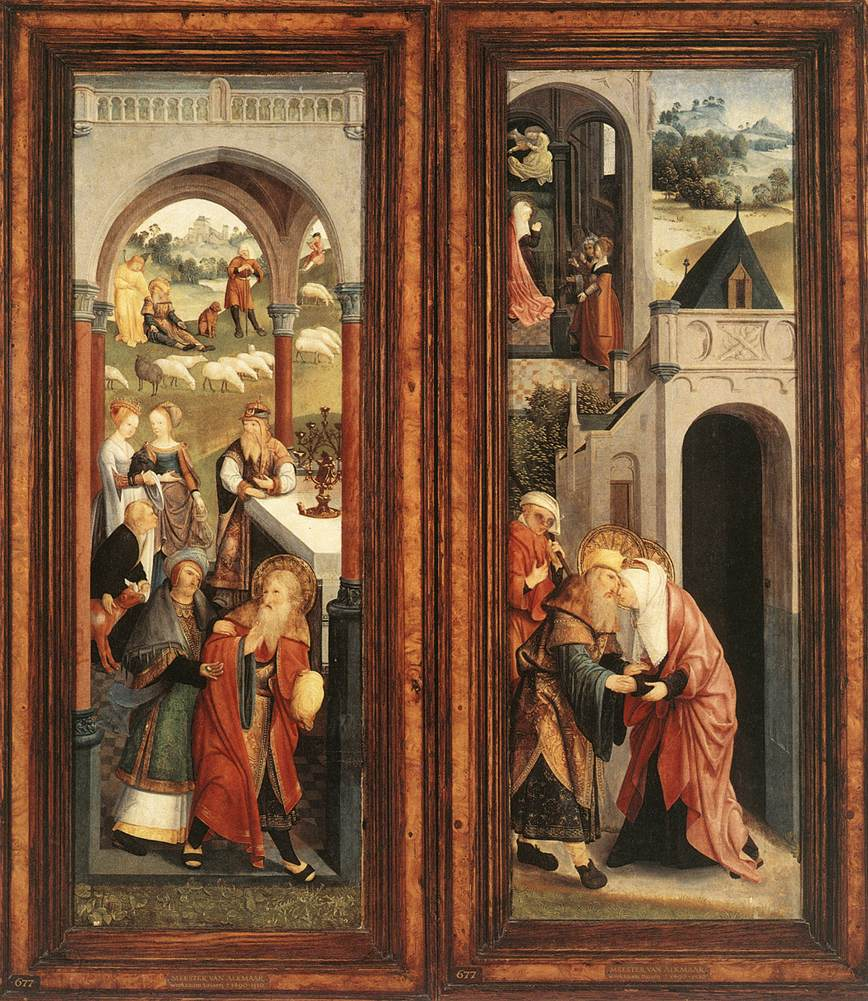
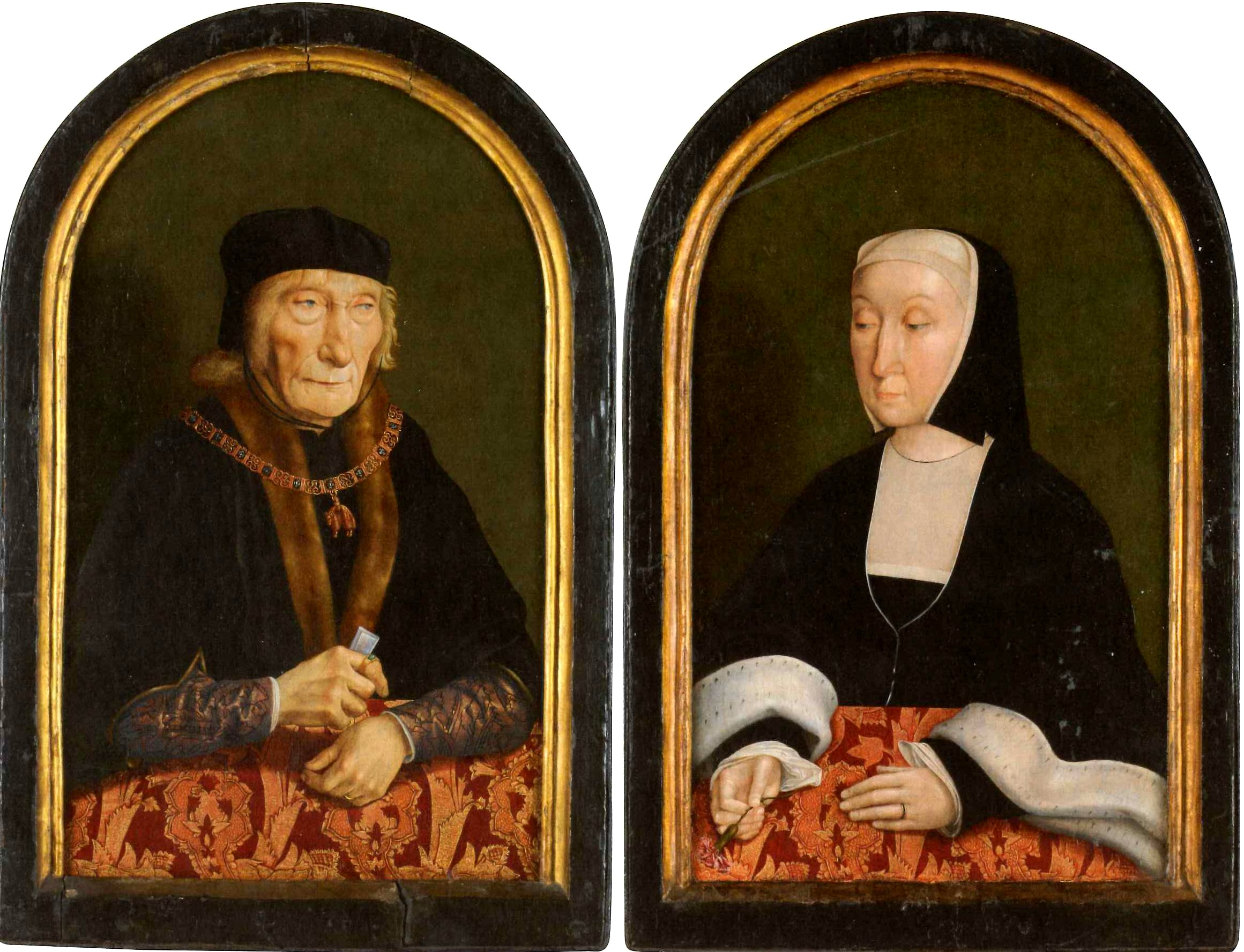
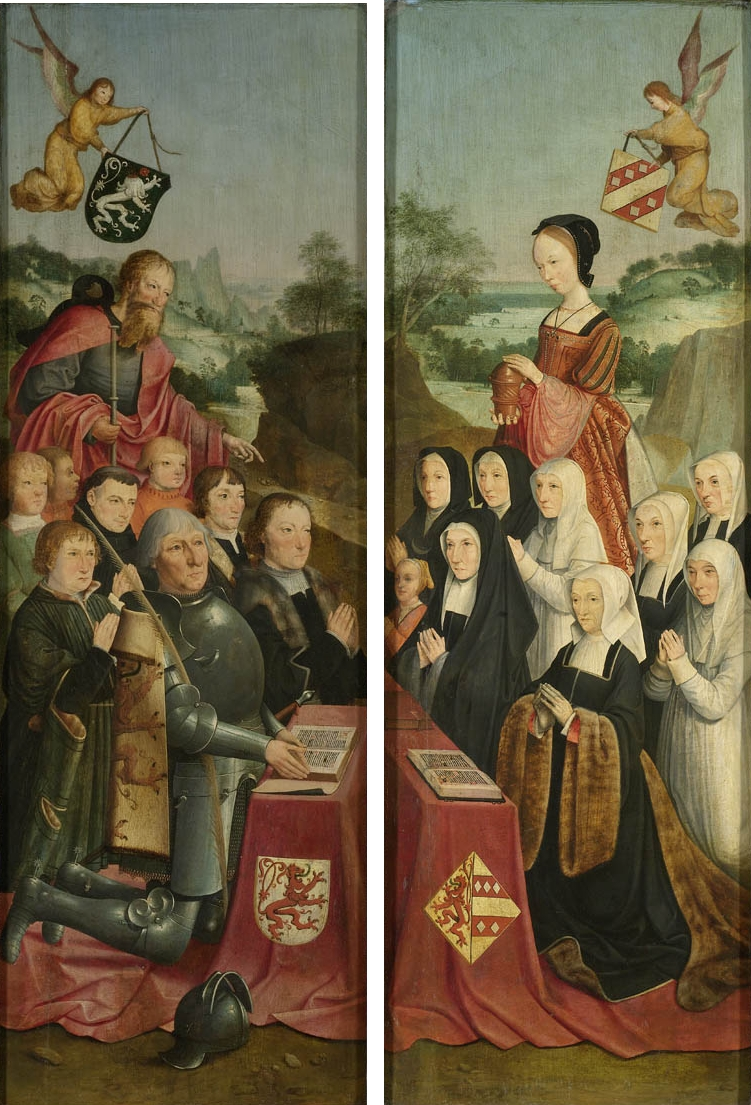

## Orgues
Elle abrite deux orgues : 
- Orgue de tribune :

Grand orgue van Hagerbeer/Schnitger des XVIIe et XVIIIe siècles.

L'idée de construire un grand orgue dans l'église pour compléter l'orgue de transept jugé trop réduit apparaît en 1639. Le facteur Galtus van Hagerbeer et ses fils Germer et Jacobus livrent en 1646 un instrument de 31 jeux, dans un buffet de l'architecte et peintre Jacob van Campen. Caesar van Everdingen contribue à l'ornementation des volets refermant la montre de l'instrument. En 1652-1653, Jacobus effectue quelques reprises et transformations.

Les facteurs néerlandais Duytschot père et fils effectuent des opérations d'entretien et quelques modifications.

De 1723 à 1725, sur demande du conseil de la ville, Franz Caspar Schnitger, fils du célèbre facteur allemand Arp Schnitger, le restaure et l'agrandit en un instrument de 56 jeux sur 3 manuels et un pédalier.

Au cours des XVIIIe et XIXe siècles, divers facteurs interviennent pour de l'entretien et quelques modifications mineures. À la fin du XIXe siècle, l'instrument est dans un état préoccupant qui se prolonge jusqu'après la Seconde Guerre mondiale.

De 1947 à 1949 le facteur néerlandais Dirk Andries Flentrop relève l'instrument, avec le souci de se rapprocher de l'esthétique originale. Il refait de l'instrument l'un des plus fameux 'orgues Bach' d'Europe, notamment grâce aux nombreux enregistrements qu'y réalisa Helmut Walcha, l'un des plus célèbres spécialistes et interprètes mondiaux de l'œuvre d'orgue de Jean-Sébastien Bach.

Dès les années 1960, l'orgue était à nouveau dans un état très insatisfaisant. C'est à nouveau l'atelier Flentrop qui réalisa le nouveau relevage de 1982 à 1986, affinant encore les travaux de restauration effectués dans les années 1940 pour restituer un orgue au plus près de ce qu'il était en 1725.
- Orgue de transept :

Instrument construit par Jan van Covelens en 1511.

En 1545, Claes Willemsz, disciple de van Covelens, agrandit l'instrument.

Au cours des siècles, plusieurs facteurs interviennent pour des entretiens et modifications : Allart Claesz Willemsz, fils de Claes Willemsz en 1551 ; Jan Jacobsz van Lin, facteur d'Utrecht ; Jacobus van Hagerbeer ; Johannes Duytschot.

Peu avant la Seconde guerre mondiale, Hendrik Wicher Flentrop, fondateur en 1903 de l'atelier néerlandais toujours en activité, répare l'instrument.

De 1994 à 2000, cet atelier réalise un relevage complet de l'orgue, qui le rapproche aussi près que possible de son état de 1651 et même pour certaines parties de l'état de 1511.

## Mausolées
Elle abrite de nombreuses sépultures en pierre ou en marbre du XVIe au XVIIIe siècle, notamment :
- tombeau de Florent V de Hollande ;
- tombeaux de banquiers néerlandais du XVIIe siècle ;
- tombeau du peintre César van Everdingen ;
- tombeaux de Anna Roemers Visscher et Gherardus Havingha, organiste de la ville ;
- tombeaux de personnalités de la ville du XVIe au XVIIIe siècle.

## Le Miracle de sang de Alkmaar
Le 1er mai 1429 à Alkmaar dans l'église Saint-Laurent, un prêtre appelé Folkert célèbre sa première Messe. Ancien soldat, il a dissimulé son passé sanglant. Après la consécration, le prêtre renverse sur l’autel et la chasuble le vin consacré qui se transforme en sang. Ne parvenant pas à enlever les taches de sang, l'abbé Folkert se rend chez l’évêque d'Utrecht qui approuve officiellement l'authenticité de la relique en 1433.
En 1572, après la victoire des protestants à Haarlem, le culte est interdit et elle reste cachée dans une schuilkerk. En 1897, Gaspard Bottemanne rétablit le culte de la relique, aujourd'hui conservée dans un reliquaire en or serti de diamants et d'argent à l'église catholique Saint-Laurentius d'Alkmaar.

## Galerie

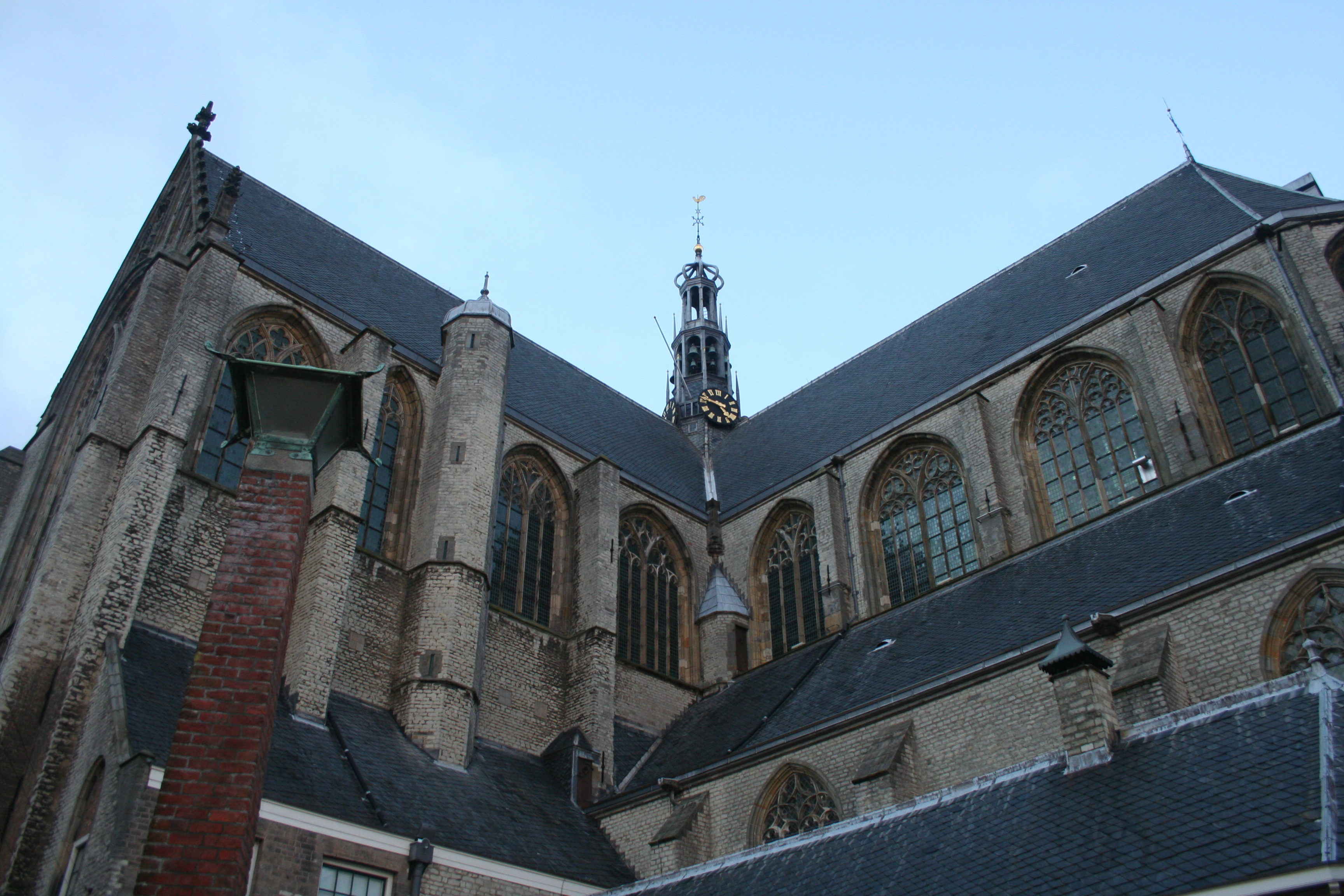
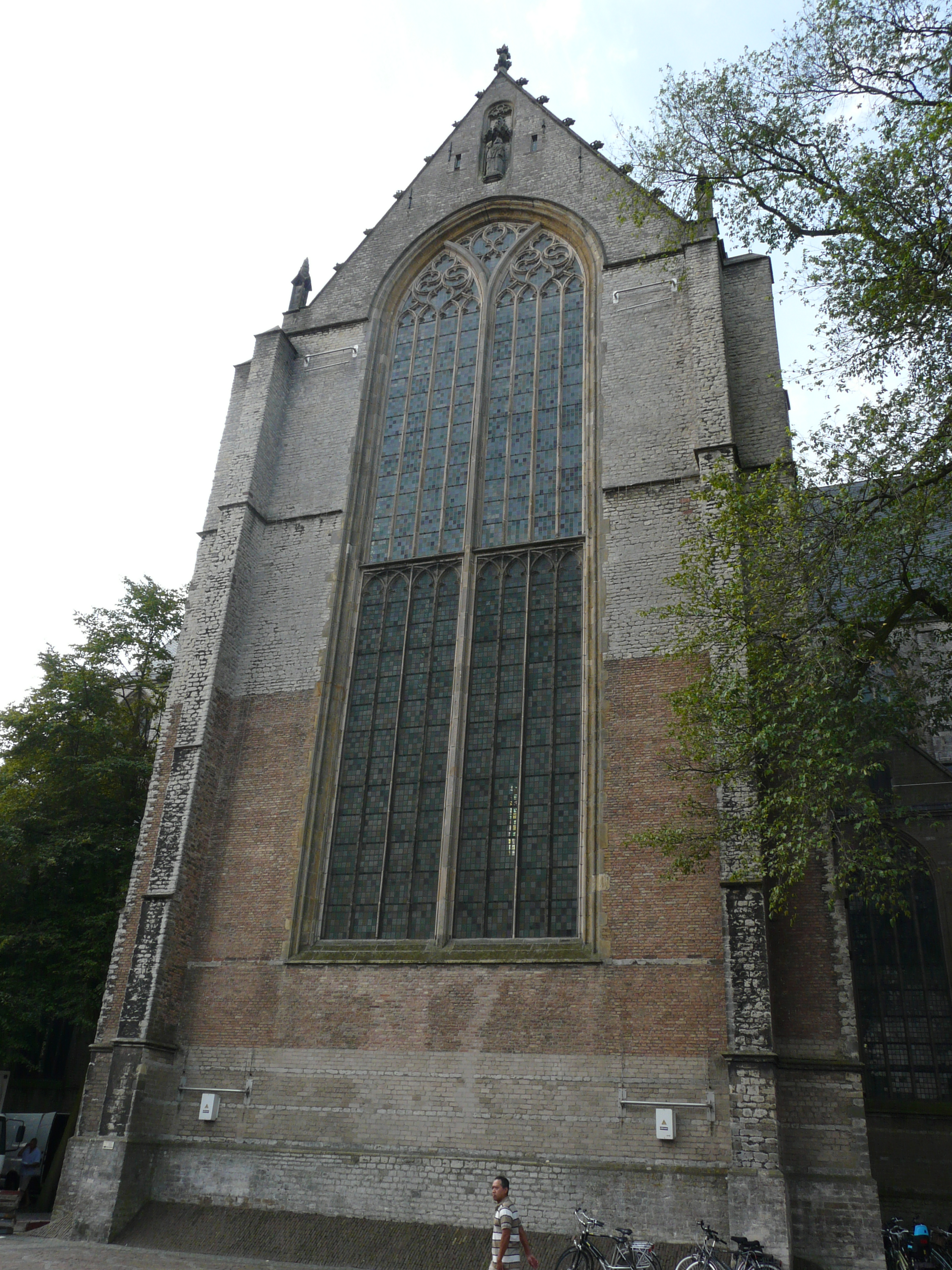
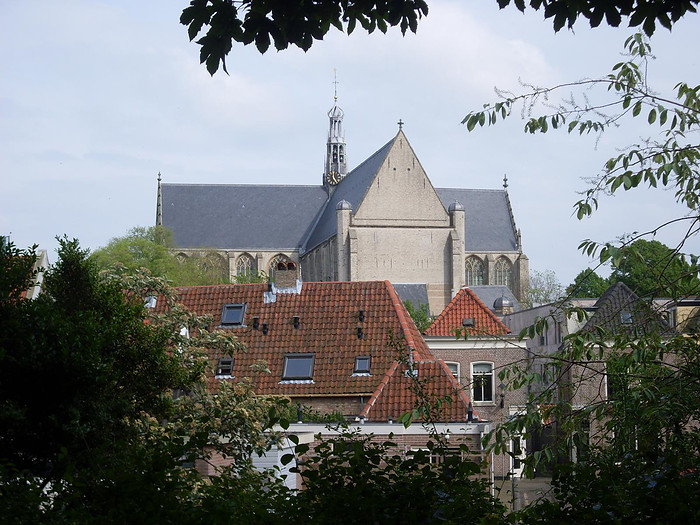
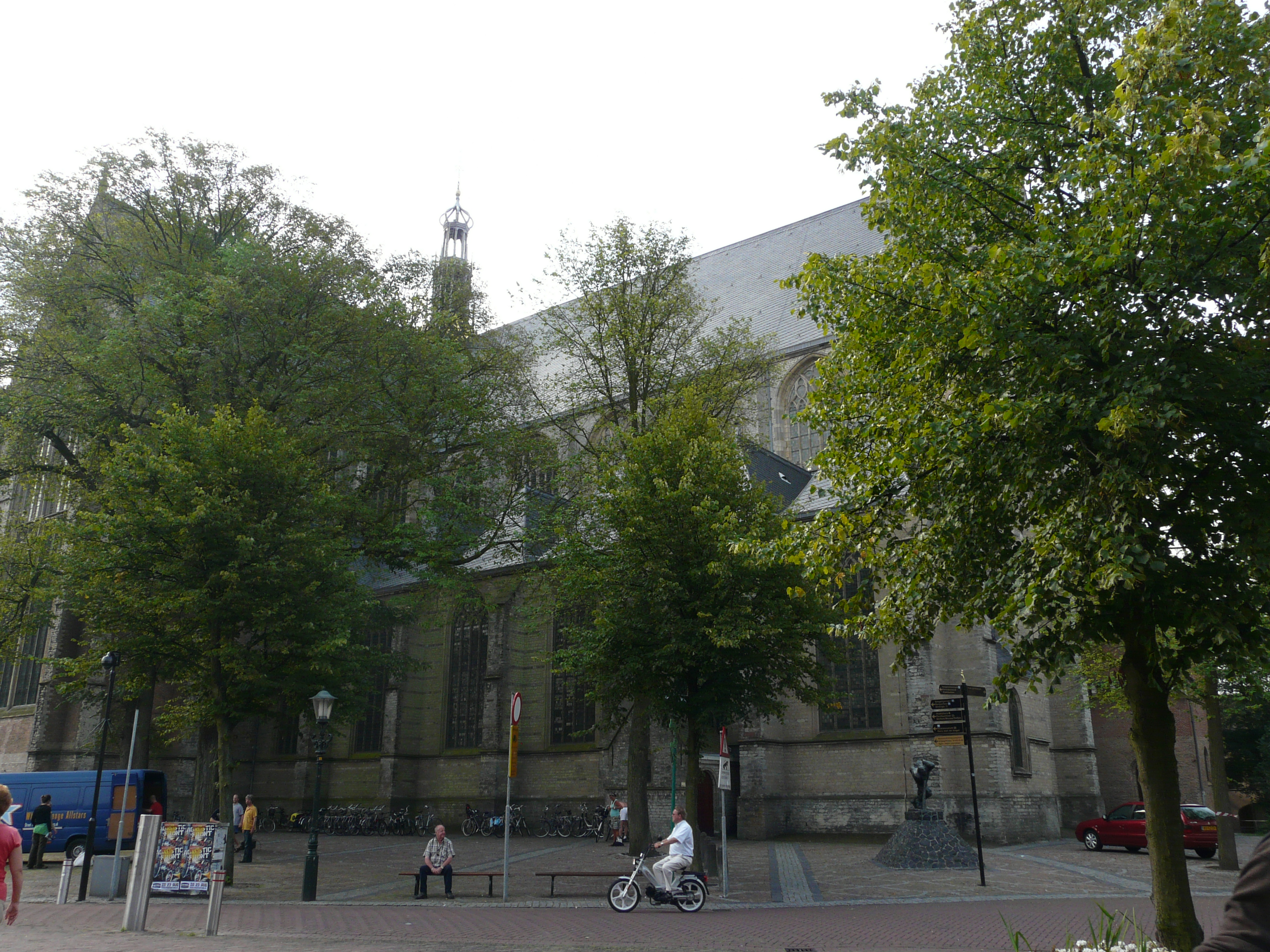
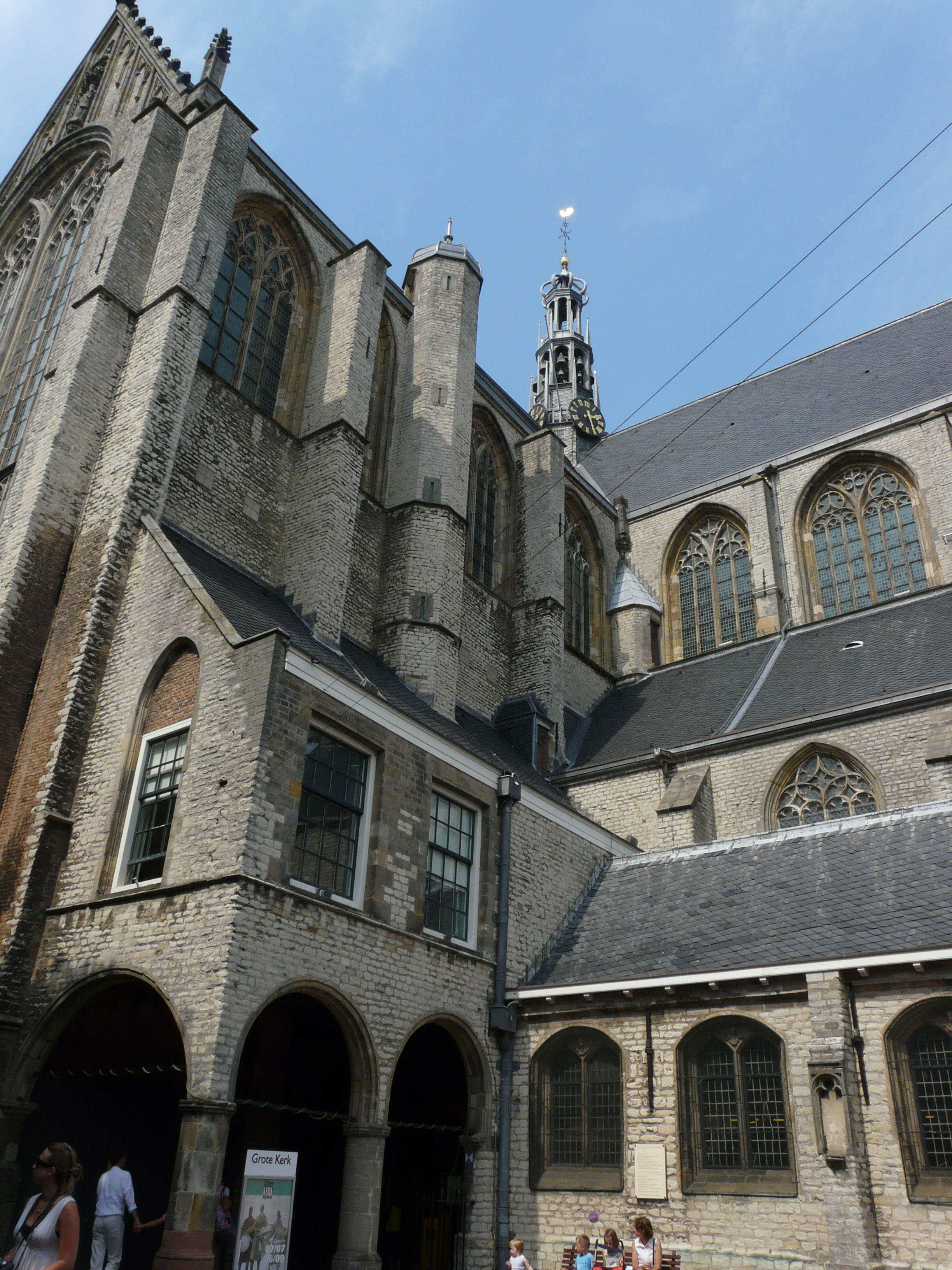
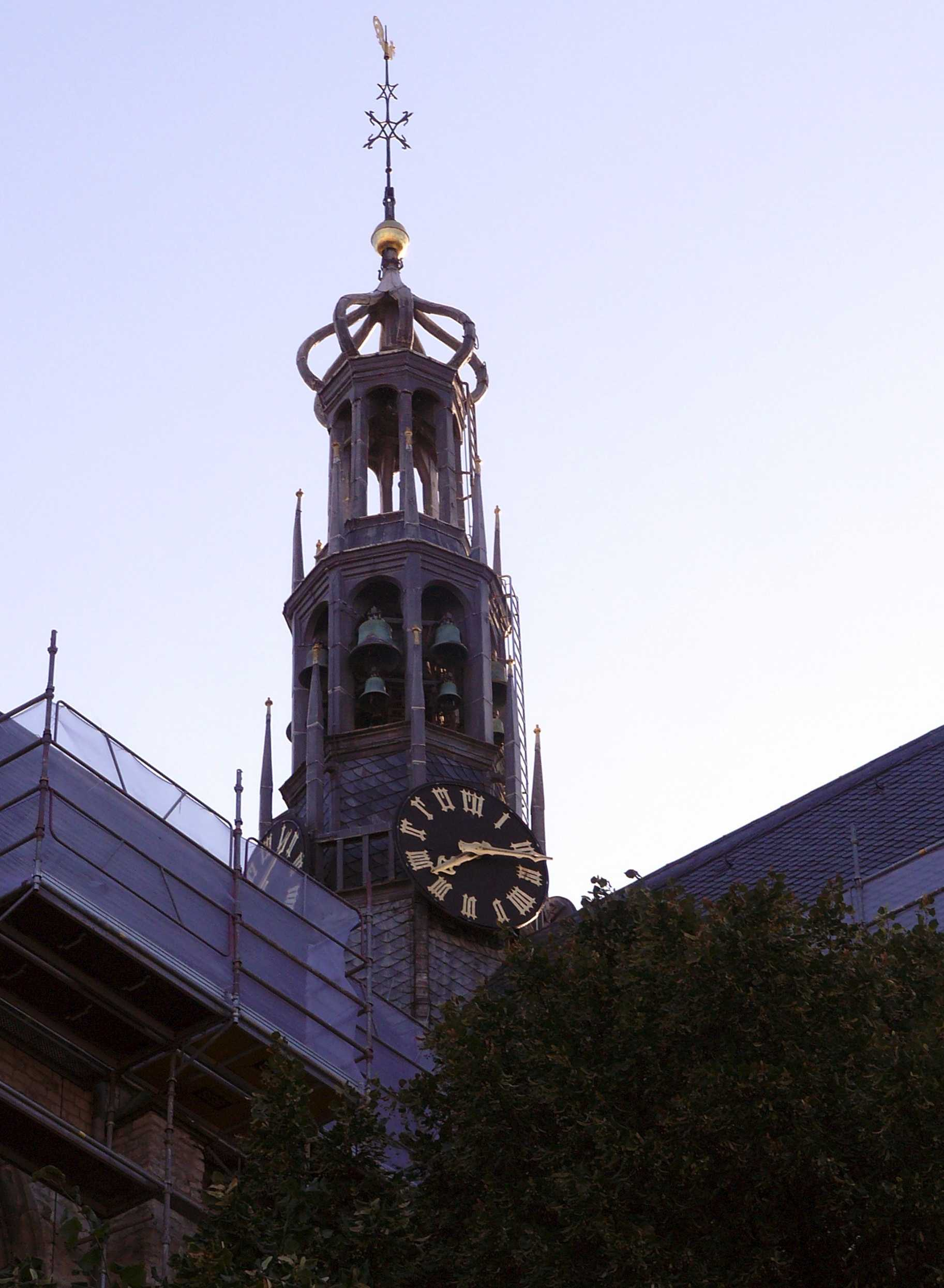